# Eshkol Nevo

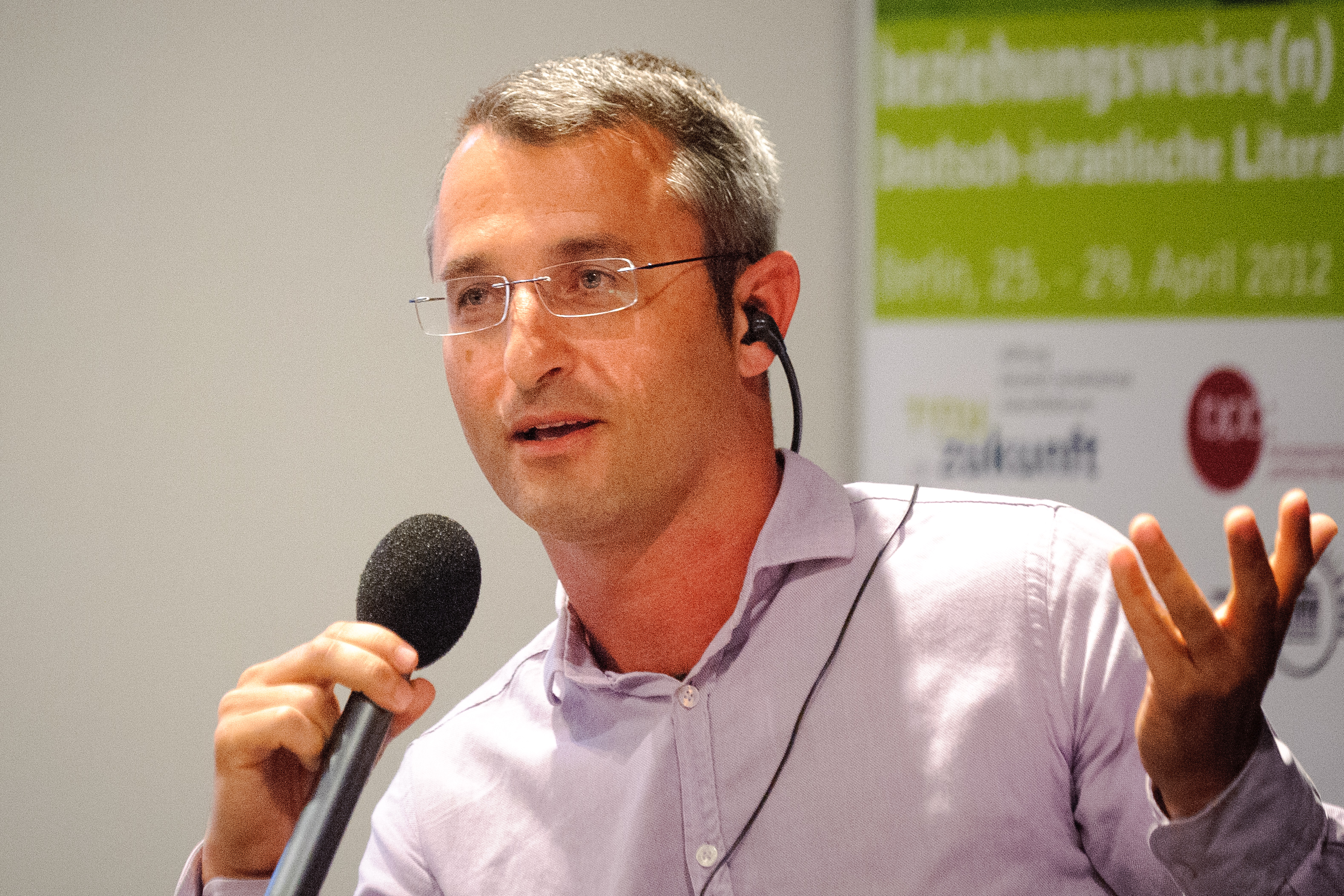
Eshkol Nevo (2012)

Eshkol Nevo (hebräisch אשכול נבו‎; geboren 28. Februar 1971 in Jerusalem) ist ein israelischer Schriftsteller.

## Leben
Eshkol Nevo ist in Israel und in Detroit, USA, aufgewachsen. Er ist ein Enkel von Levi Eshkol, dem dritten israelischen Ministerpräsidenten.  Seinen Wehrdienst als Offizier der Israelischen Armee leistete er bis 1993 zur Zeit der ersten Intifada ab. Er studierte an der Universität Tel Aviv Psychologie. Zunächst arbeitete er danach als Werbetexter, bevor er einen Lehrauftrag in kreativem Schreiben an den Universitäten Tel Aviv und Jerusalem erhielt. 
Sein erster Roman Vier Häuser und eine Sehnsucht, erschienen 2004, stand in Israel über eineinhalb Jahre auf der Bestsellerliste. Der 2015 veröffentlichte Roman Über uns wurde 2021 unter dem Titel Tre piani von Nanni Moretti für das Kino adaptiert.

## Werke (Auswahl)
- Vier Häuser und eine Sehnsucht. Roman. Übersetzung Anne Birkenhauer. München : dtv, 2007, ISBN 978-3-423-13758-4) [Hebr. Originaltitel: Arba'a batim ve ga'agua, 2004]
- Wir haben noch das ganze Leben. Roman. Aus dem Hebräischen von Markus Lemke. München : dtv, 2010, ISBN 978-3-423-24790-0 [Hebr. Originaltitel: Mish'ala achat yamina, 2007]
- Neuland. Roman. Übersetzung Anne Birkenhauer. München : dtv, 2013, ISBN 978-3-423-28022-8 [Hebr. Originaltitel: Noiland, 2011][1]
- Die einsamen Liebenden. Roman. Übersetzung Anne Birkenhauer. München : dtv, 2016, ISBN 978-3-423-26088-6 [Hebr. Originaltitel: Ha-Mikveh Ha-Acharon Be-Sibir, 2014]
- Über uns. Roman. Aus dem Hebräischen von Markus Lemke. München : dtv, 2018, ISBN 978-3-423-28131-7 [Hebr. Originaltitel: Shalosh komot, 2015]
- Die Wahrheit ist. Aus dem Hebräischen von Markus Lemke. München: dtv, 2020

## Auszeichnungen
- 2005 Book Publishers Association: Gold Prize, Israel (für Vier Häuser und eine Sehnsucht)
- 2008 Book Publishers Association: Platinum Prize, Israel (für Wir haben noch das ganze Leben)
- 2008 Salon du Livre, Paris: Raymond Wallier Prize, Frankreich (für Vier Häuser und eine Sehnsucht)
- 2009 Finalist des Independent Foreign Fiction Prize, UK (mit Vier Häuser und eine Sehnsucht)
- 2011 Premio Letterario Adei-Wizo, Italien (für Wir haben noch das ganze Leben)
- 2011 Finalist des Kritikerpreises der Jury der jungen Kritiker, Österreich (mit Wir haben noch das ganze Leben)
- 2012 Steimatzky Prize (für Neuland)